# Madouri
Madouri (en griego Μαδουρή) es una isla deshabitada griega en el mar Jónico propiedad de la familia Valaoritis donde se refugiaba el poeta y político del siglo XIX Aristotelis Valaoritis.